# Franz Meier (Maler)
Franz Meier (* 1933 in Kempten (Allgäu); † 4. Januar 2020) war ein deutscher Maler.

## Leben
Meier legte 1952 das Abitur in Landsberg am Lech ab. Danach studierte er bis 1958 Malerei an der Akademie der Bildenden Künste München bei Franz Nagel. Bis 1993 hatte er Kunstlehrämter an Gymnasien in München, Oberstdorf und Sonthofen inne. Meier lebte in Sonthofen.

## Ausstellungen
Meier beteiligte sich an der jährlich stattfindenden Ausstellung Die Südliche (2003/2012).

## Auszeichnungen
- 1997: Schwäbischer Kunstpreis
- 2007: Oberallgäuer Kunstpreis auf der Südlichen im Bereich Das kleine Format
- 2008: Erster Ankauf auf der Südlichen
- 2008: Kunstpreis der Stadt Kempten (Allgäu)